# Gonomyia scythra
Gonomyia scythra är en tvåvingeart som beskrevs av Alexander 1960. Gonomyia scythra ingår i släktet Gonomyia och familjen småharkrankar. Inga underarter finns listade i Catalogue of Life.